# Hospodine, ulituj nás
Hospodine, ulituj nás je česká duchovní píseň. Jedná se o parafrázi nejstarší známé české duchovní písně Hospodine, pomiluj ny. Pochází zřejmě ze začátku 19. století, a v roce 1832 ji otiskl J. Filcík v Moravském kalendáři. Je zařazena v Jednotném kancionálu jako varianta pod číslem 930, a bývá zpívána obvykle v závěru bohoslužeb. 